# Targeting
Targeting je marketingovou metodou a druhou fází ve výběru trhu, na který se chce společnost
zaměřit (segmentace – targeting – positioning). Jde o výběr cílových segmentů
trhu na základě provedené segmentace. (povolání: profesionální sportovci, věk: 17-32 let, atd.).

## Targeting

### Klíčová kritéria
1.    Velikost
segmentu – počet potenciálních zákazníků
2.    Růstový
potenciál segmentu – prognóza vývoje počtu zákazníků v budoucnu
3.    Atraktivita
segmentu – finanční možnosti potenciálních zákazníků, hrozba vstupu nových
konkurentů, cena komplementů, možnosti substitutů, apod.

### Úkol/Cíl targetingu
Úkolem targetingu je porovnat vybrané
segmenty a zhodnotit jejich atraktivitu a výhodnost pro společnost. Poté mezi
těmito segmenty vybrat ten nejvíce přínosný pro společnost, na který se
společnost bude zaměřovat. Při hodnocení segmentů se většinou zvažuje velikost
segmentu, jeho trend (růst, pokles), struktura segmentu, atraktivita a také
zdroje a cíle společnosti.

### Analýza strukturální aktivity segmentu
Strukturální atraktivitu daného
segmentu je posuzována podle stakeholderů působících v daném segmentu a
k její analýze je možné použít Porterův model pěti hybných sil, případně
informace získané situační analýzou. Z této analýzy lze zjistit výhodnost
segmentu, jež může být snižována existencí silné konkurence, existence
substitutů, pomalý růst segmentu, kupujícími se silnou vyjednávací silou a
dalšími faktory.

### Vyhodnocení segmentu
Po vyhodnocení jednotlivých segmentů
se společnost musí rozhodnout, jak do vybraných segmentů vstoupí. De
Pelsmacker, Geuens a Bergh stejně jako Kotlerdefinují pět možných
přístupů, které mohou podniky při targetingu uplatnit.

### Pět možných přístupů targetingu
(Strategie pro výběr cílového trhu)
1. Koncentrovaná strategie (strategie jednoho segmentu) – organizace se zaměří na jeden tržní segment, který obsluhuje jedním výrobkem, službou a připraví pro něj marketingový mix. Zaměření na jeden segment podniku umožní soustředit na něj veškeré své aktivity a získat tak dokonalé znalosti potřeb a přání, nabít mnoho zkušeností a dosáhnout tak silného postavení. Nevýhodou se může stát závislost podniku na jeden segment, který může zastavit svůj růst, což může vést ke zranitelnosti ze strany konkurentů.
2. Výběrová (selektivní) specializace – organizace se zaměřuje na několik segmentů, z nichž každý je pro ni svým způsobem přitažlivý (atraktivní) nebo vyhovuje organizační strategii. Selektivní specializace umožňuje podniku diverzifikovat riziko obsluhováním více segmentů.
3. Produktová specializace – firma vyrábí jeden úzce specializovaný produkt, který nabízí v několika tržních segmentech. Příkladem může být produkt, který je nabízen současně na několika místech (cukrárny, kavárny, jídelny, apod.)
4. Tržní specializace – firma se zaměřuje na segmenty jednoho dílčího trhu a nabízí pro něj různé výrobky, služby, čímž uspokojuje potřeby určité zákaznické skupiny. Nabídka více produktů stejnému segmentu podniku získává dobré jméno. V případě vysoké loajality ze strany zákazníků k této firmě, se firma může stát významným dodavatelem nových produktů, které by zákazníci v budoucnu mohli mít zájem.
5. Pokrytí celého trhu – velké firmy mohou obsluhovat celý trh dvěma způsoby: nediferencovaný marketing – firma uplatňuje na celém trhu pouze jeden typ nabídky, diferencovaný marketing – firma operuje v několika tržních segmentech, kde uplatňuje specifický marketingový program. Tento způsob zacílení je možný pouze u velkých společností, jako je např. IBM.[5]

### Shrnutí
Není v praxi jednoduchou záležitostí správně provést targeting a společnosti se mohou setkat s řadou překážek a mnohdy musí realizovat řadu výzkumných studií, které se mohou ukázat časově náročné a nákladné.